# Dryas octopetala
Dryas octopetala, comummente conhecida como dríade-branca, é uma planta com flor ártico-alpina da família das rosáceas. 

## Nomes comuns
Dá ainda pelos seguintes nomes comuns: dríade-de-oito-pétalas e chá-dos-alpes.

### Etimologia
No que toca ao nome científico:
- O nome genérico, Dryas, provém do latim clássico, que por seu turno a obteve do grego antigo Δρῠᾰ́ς‎ (Dryas), ambas com o significado de «dríade», por alusão à divindade menor da mitologia grega.[3]
- O epíteto específico, octopetala, provém do latim clássico octo[4] (oito) e do neolatim petala[5] (pétalas) e refere-se ao facto da sua flor exibir oito pétalas, um número pouco comum nas rosáceas.

## Distribuição
A Dryas octopetala tem uma distribuição bastante alargada, ocorrendo em áreas montanhosas onde geralmente se restringe a afloramentos calcários situados entre os 1.100 e os 2.500 metros de altitude. Entre estas áreas montanhosas contam-se o Árctico, os Alpes, os Montes Cárpatos, os Balcãs, Cáucaso, Pirenéus, Jura, Apeninos e outras ocorrências isoladas. Nas Ilhas Britânicas pode ser encontrada nos Peninos, Snowdonia e nas Terras altas da Escócia e no Burren na Irlanda.
Na América do Norte é encontrada no Alasca e em regiões tão a sul como o Colorado e as Montanhas Rochosas. É a flor oficial dos Territórios do Noroeste no Canadá.

## Descrição
É um subarbusto de folha persistente que forma grandes colónias, sendo uma espécie muito popular em jardins de pedra. Os caules são lenhosos e tortuosos e as raízes partem de ramos horizontais. As folhas são glabras na face superior e tomentosas na face inferior. As flores desenvolvem-se em pedúnculos com 3 a 10 cm de comprimento e possuem oito pétalas. 
É utilizada na confeção de tisanas.
É usada na Islândia, para ajudar a fixar o solo, dada a grande longevidade da planta, havendo comunidades desta espécie que podem ter mais de 500 anos; e a excepcional capacidade das suas raízes para fixar o solo. 

## Climatologia
O Dryas recente e o Dryas antigo são assim designados devido às grandes quantidades de pólen de Dryas octopetala encontradas em amostras de solo datadas daqueles períodos. Durante estes períodos frios, a Dryas octopetala encontrava-se muito mais largamente distribuída do que na atualidade, pois em grandes áreas do hemisfério norte atualmente cobertas por florestas estas foram substituídas por tundra.

## Galeria de imagens

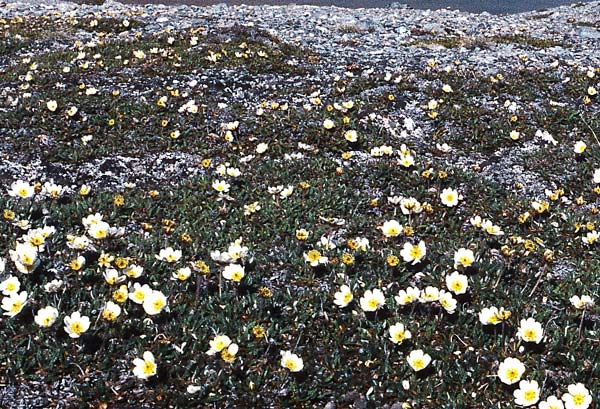
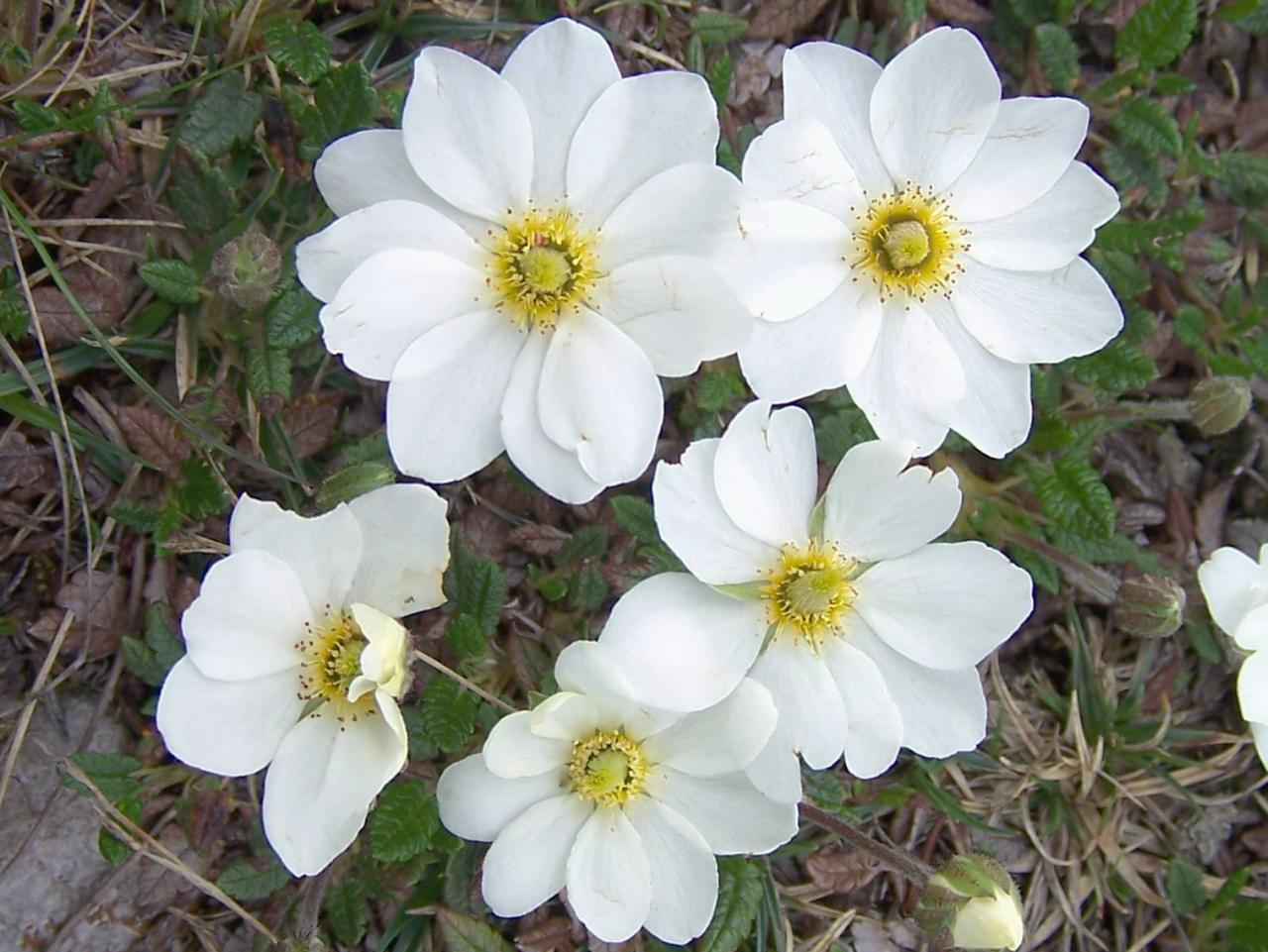
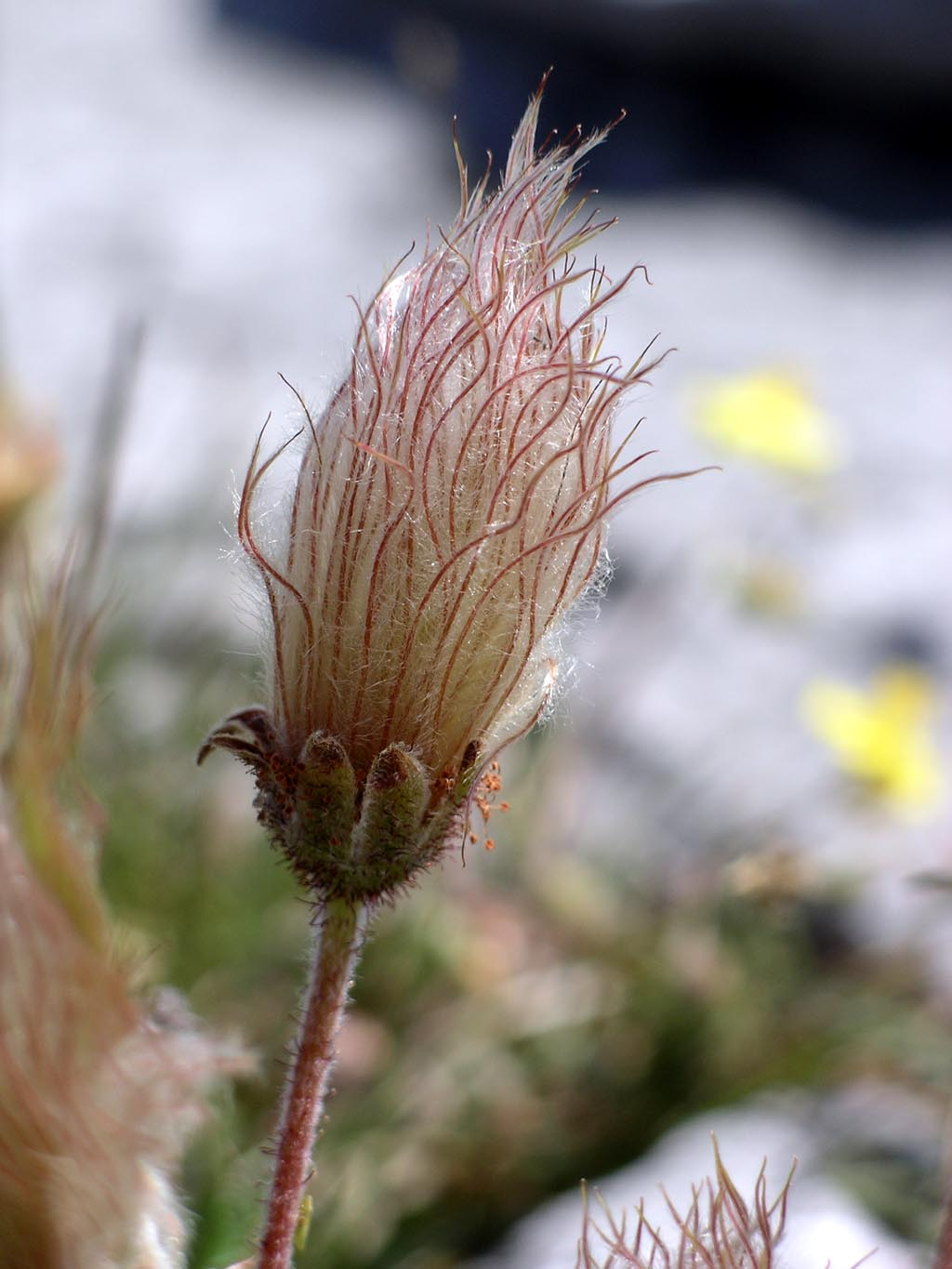